# Scathophaga mihalyii
Scathophaga mihalyii är en tvåvingeart som beskrevs av Sifner 1975. Scathophaga mihalyii ingår i släktet Scathophaga och familjen kolvflugor.
Artens utbredningsområde är Mongoliet. Inga underarter finns listade i Catalogue of Life.